# Svilen Neïkov
Svilen Emilov Neïkov (Свилен Емилов Нейков, en bulgare), né le 14 décembre 1964 à Varna, est un sportif et homme politique bulgare, membre des Citoyens pour le développement européen de la Bulgarie (GERB). Il est ministre des Sports de la Bulgarie entre le 27 juillet 2009 et le 12 mars 2013.

## Biographie
À l'institut d'éducation physique Georgi Dimitrov, il reçoit une formation d'entraîneur sportif et de professeur d'éducation physique. À partir de 1995, il entraîne l'équipe bulgare d'aviron, puis la rameuse Roumiana Neïkova, son épouse, qui remporte plusieurs titres olympiques.
Le 27 juillet 2009, il est nommé ministre de l'Éducation physique et des Sports de Bulgarie. Il est remplacé, le 12 mars 2013, par Petar Stoïchev.